# Schweizer Truppen in preussischen Diensten

Brandenburgischer Adler

Schweizer Truppen in preussischen (preußischen) Diensten gab es zwischen 1696 und 1848 zwei: eine Palastwache und ein Spezial-Bataillon.
Die Schweizer Palastwache war 1696–1713 zuständig für die Sicherheit des Kurfürsten und im Innern seiner Paläste. Das Garde-Schützen-Bataillon (Bataillon des Tirailleurs de la Garde) entstand 1804 aus der Doppelrolle von Neuenburg als preussisches Fürstentum und Kanton der Schweizer Eidgenossenschaft.
Schweizer Truppen in fremden Diensten hiess der von Behörden der Eidgenossenschaft mit Staatsverträgen geregelte Solddienst von geführten, ganzen Truppenkörpern im Ausland. Diese Verträge enthielten ein Kapitel, das die militärischen Angelegenheiten regelte: die sogenannte Kapitulation oder Privatkapitulation, wenn einer der Vertragspartner ein privater Militärunternehmer war.

## Übersicht der Schweizer Truppen in preussischen Diensten
| Kurfürstentum Brandenburg 1618–1701                                            |                           |           |
| #                                                                              | Bezeichnung               | Jahr      |
| Kurfürst Friedrich III. von Brandenburg 1688–1713 Herzog in Preussen 1688–1701 |                           |           |
| 1                                                                              | (1) Schweizer Palastwache | 1696–1713 |

| Königreich Preussen 1701–1871                                                          |                              |           |
| #                                                                                      | Bezeichnung                  | Jahr      |
| König Friedrich I. in Preussen 1701–1713 Kurfürst von Brandenburg 1688–1713            |                              |           |
|                                                                                        |                              |           |
| König Friedrich Wilhelm III. von Preussen 1797–1840 Kurfürst von Brandenburg 1797–1806 |                              |           |
| 2                                                                                      | (2) Garde-Schützen-Bataillon | 1814–1848 |
| König Friedrich Wilhelm IV. von Preussen 1840–1861                                     |                              |           |

Haus Brandenburg
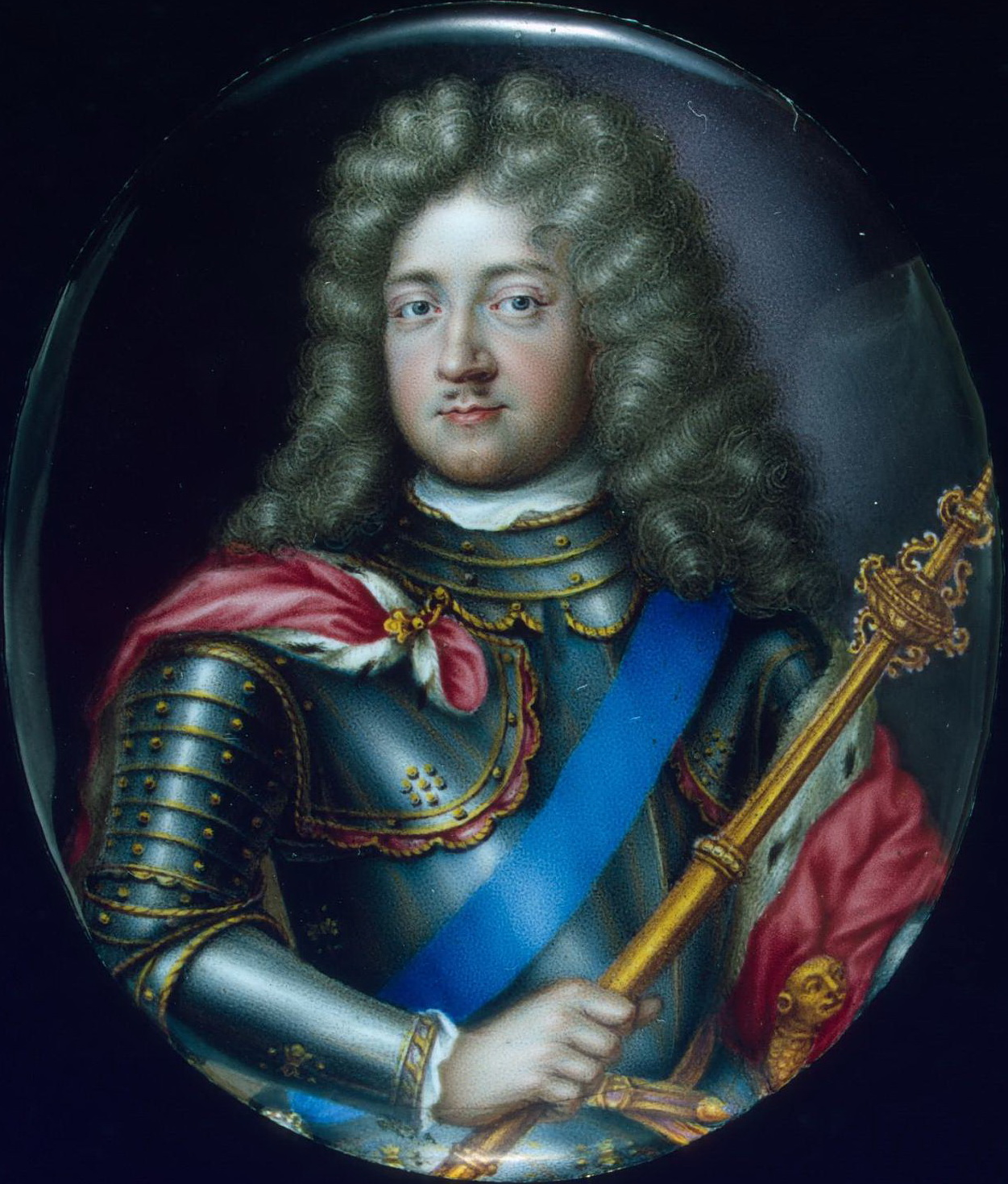
Friedrich III. / Friedrich I.
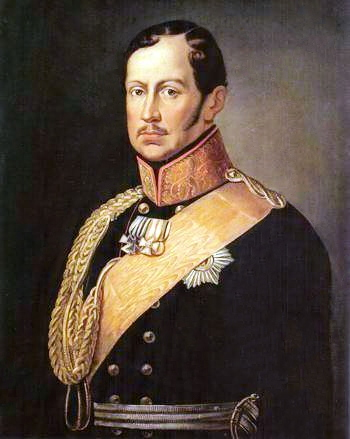
Friedrich Wilhelm III.
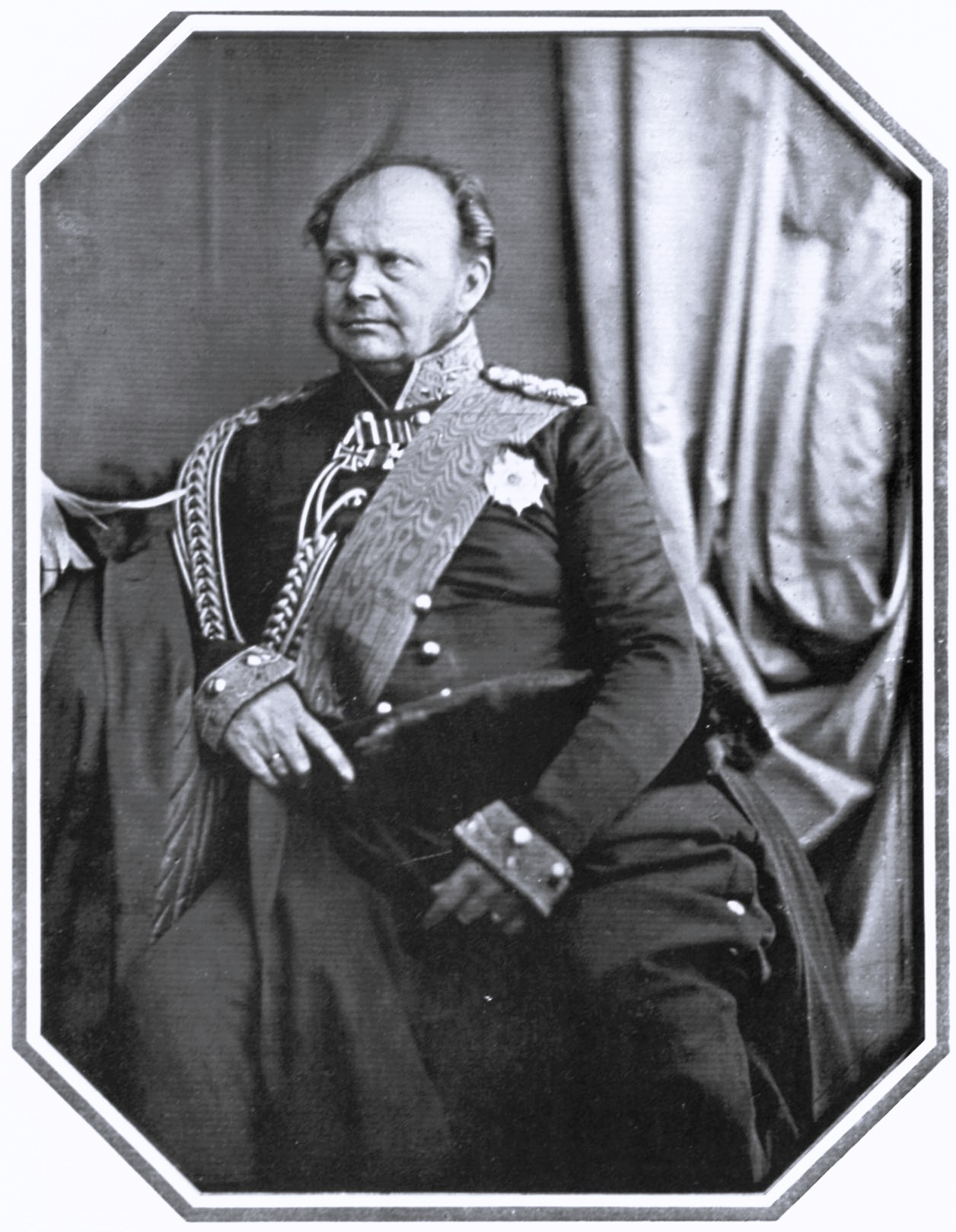
Friedrich Wilhelm IV.

## Die Palastwache Friedrichs III./I. 1696

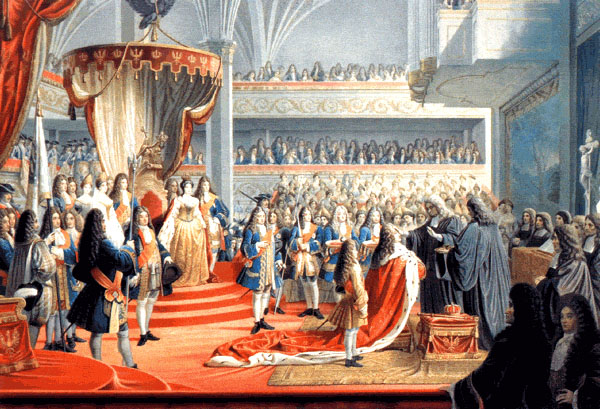
Schweizer Garde bei der Krönung Friedrichs I. 1701 in Königsberg

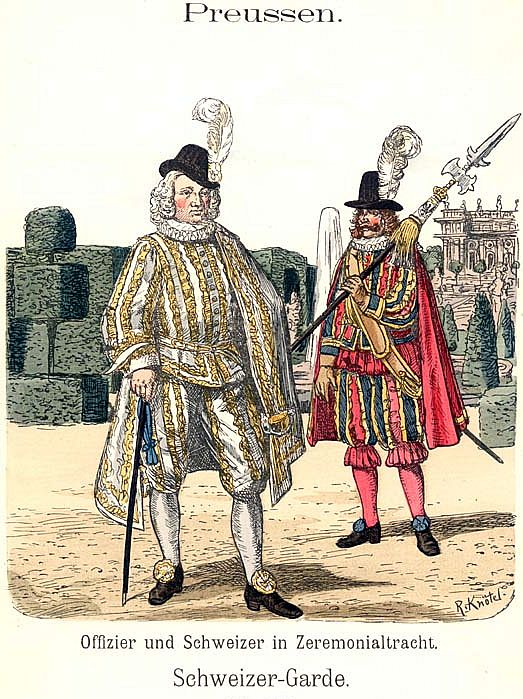

Seine Vorgänger wurden zu ihrem Schutz von einer Ad-hoc-Einheit von 150 Mann begleitet, der sogenannten „Königswache“, wenn sie Anfang des 17. Jahrhunderts die Brandenburg zugesprochenen, jedoch unsicheren Herzogtum Kleve und Grafschaft Mark besuchten.
Markgraf und Kurfürst Herzog Friedrich III. von Brandenburg wechselte 1696 zu einer stehenden Palastwache.
| Bezeichnung, Einsatzdauer         | (1) Schweizer Palastwache 1696–1713 |
| Jahr, Vertragspartner             | 1696 auf Gesuch von Markgraf und Kurfürst Herzog Friedrich III. von Brandenburg, „,..ihm die Mannschaft zur Errichtung einer "distinguierten" Leibgarde zu stellen...,“ abgeschlossene Kapitulation mit den protestantischen Orten.                                                                                |
| Bestand, Formation                | 1 Kompanie von 104 Mann mit 24 Offizieren und 80 Soldaten, nach dem Muster der französischen «Hundertschweizer». |
| Besitzer, Kommandant, Namensgeber | 1696, der erste Kommandanten Oberst-Hauptmann Imbert Rollaz du Rosey aus Rolle; 1704, nach seinem Tod bis zur Auflösung der Einheit gefolgt von Oberst-Hauptmann Sigmund von Erlach aus Bern. |
| Herkunft Kader, Truppe            | aus den protestantischen Orten, geworben in Basel, 1697 in Frankfurt a/M ausgeschifft. |
| Einsatz, Ereignisse               | Einsatz als Wache am kurfürstlichen Hof Brandenburgs, zuständig für das Innere der markgräflichen, später königlichen Paläste. Die Kompanie begleitete Friedrich III. nach Königsberg zu seiner Selbstkrönung als Friedrich I., König in Preussen. Nach seinem Tod 1713 wurde die Schweizer Palastwache aufgelöst. |

## Das Spezial-Bataillon «zum speziellen Dienst für Ihre Majestät» 1814
Das Spezial-Bataillon Bataillon des Tirailleurs de la Garde (Garde-Schützen-Bataillon) entstand aus der speziellen Situation von Neuenburg, das als Fürstentum mit der Alten Eidgenossenschaft informell verbündet war.

Uniformen des Garde-Schützen-Bataillons 1815

1707 wurde der namentlich von Bern bevorzugte Friedrich I., König in Preussen, Nachfolger des erloschenen Hauses Orléans-Longueville im Fürstentum Neuenburg-Valangin. Er führte den Titel «souveräner Fürst von Oranien, Neuchâtel und Valangin», liess jedoch das Fürstentum von Gouverneuren regieren. Diese residierten im Schloss von Neuenburg oder in Berlin residierten und führten zahlreiche Neuerungen ein.
Im Nachgang zur französischen Revolution wurde Neuenburg 1798, anders als die Eidgenossen, unter dessen Schirm es sich gestellt hatte, von Besetzung und der Helvetischen Republik verschont, 1806 im Pariser Vertrag jedoch von Preussen Napoleon I. überlassen.
Er setzte Feldmarschall Louis-Alexandre Berthier als Fürsten von Neuenburg ein. Berthier, selber nie vor Ort anwesend, dankte bereits 1814, nach dem Sturz Napoleons, wieder zu Gunsten Preussens ab.
Dies veranlasste Friedrich Wilhelm III. noch im selben Jahr zum Besuch, des ersten und einzigen eines preussischen Königs, in Neuenburg und zum Einverständnis, Neuenburg – 1815 vom Wiener Kongress gleichzeitig als «Schweizer Kanton und preussisches Fürstentum» anerkannt – noch 1814 auf der Basis des Bundesvertrages als 20. Kanton in die Schweizerische Eidgenossenschaft eintreten zu lassen.
Mit der Absicht, sich das königliche Wohlwollen zu sichern, sowie mit dem Hintergedanken, sich bei dessen Rekrutierung unangepasster Rückkehrer sowie sonstiger entwurzelten Menschen aus den napoleonischen Kriegen entledigen zu können, bat der Neuenburger Staatsrat daraufhin Friedrich Wilhelm III. um die Erlaubnis, ein «Spezial-Bataillon zum speziellen Dienst für Ihre Majestät» aufstellen zu dürfen.  Worauf nach dessen umgehender Einwilligung, 1814 in Paris das preussische Bataillon des Tirailleurs de la Garde errichtet wurde.
| Bezeichnung, Einsatzdauer         | (2) Garde-Schützen-Bataillon 1814–1848 |
| Jahr, Vertragspartner             | 1814 Kapitulation mit 15 Artikeln, abgeschlossen vom Neuenburger Staatsrat mit Friedrich Wilhelm III., König in Preussen |
| Bestand, Formation                | 1 Bataillon von 429 Mann in 4 Kompanien à 4 Züge mit 22 Soldaten pro Zug. Die Kapitulation legte den Sollbestand des Bataillons mit 23 Offizieren, 40 Unteroffizieren und 352 Soldaten, davon 9 Musiker sowie 5 Spezialisten, fest. |
| Besitzer, Kommandant, Namensgeber | bis 1817 unter dem Kommando von Major Charles-Gustave de Meuron aus Saint-Sulpice (1815 während eines Urlaubs vier Monate von Major Johann Paul Franz von Lucadou, ursprünglich aus Morges stammend, vertreten), anschliessend folgten preussische Kommandanten: 1817 Major Konstantin von Witzleben, 1818 Major Friedrich von Tilly, 1829 Oberstleutnant Ferdinand von Grabowski, 1830 Oberstleutnant Karl Wilhelm Ferdinand von Thadden, 1840 Oberstleutnant Karl August von Brandenstein, 1847 bis zum Ende 1848 Major Gustav von Arnim |
| Herkunft Kader, Truppe            | Die Rekrutierung des Garde-Schützen-Bataillons gestaltete sich wesentlich mühsamer als der Staatsrat sich dies vorgestellt hatte. Der Neuenburger Nachwuchs stockte, trotz aller Bemühungen und laufender Herabsetzung der Anforderungen. Der Bestand und das Niveau des Offizierskorps verbesserten sich erst, als vermehrt preussische Offiziere, vorerst abkommandiert und schliesslich fest eingeteilt, eintraten. Disziplin, Ordnung und Leistungsstand der Mannschaft des Garde-Schützen-Bataillons stiegen, sobald preussische Unteroffiziere die aus den napoleonischen Diensten erfahrenen Neuenburger Veteranen ergänzten. Die Werbung der Mannschaften erwies sich als besonders schwierig. Die allgemeine Kriegsmüdigkeit, das weitentfernte und als Dienstherr unbekannte Preussen, die nicht durchwegs konkurrenzfähige Besoldung und die fremde deutsche Sprache machten sich in Neuenburg negativ bemerkbar. Immer wieder wurden daraufhin die Kapitulationsbedingungen «grosszügiger interpretiert», was die Rückweisungsrate des preussischen Aushebungsoffiziers in Neuenburg und die Desertionsrate der Mannschaft zeitweise drastisch erhöhte. |
| Einsatz, Ereignisse               | Der jahrelange, eintönige Garnisonsdienst in Berlin wurde nur durch das tägliche Exerzieren, die beliebten Scheibenschiessübungen und die Paraden bei den regelmässig stattfindenden militärischen und anderen Feiern unterbrochen. Im Verlaufe der Zeit sei es auch gelungen, den grössten Teil der Mannschaft an die legendäre preussische Disziplin zu gewöhnen. Das Garde-Schützen-Bataillon nahm insgesamt an drei Feldzügen mit unterschiedlichem Erfolg teil. Gleich 1815 an einer Kampagne gegen Frankreich nach Paris, bei der es infolge verschiedener Mängel nicht zum Einsatz kam. Statt nach deren Abschluss nach Berlin zurückzukehren, desertierten grosse Teile – bis zu 50 Mann pro Tag – und brachten den Kommandanten, Major de Meuron, in grosse Schwierigkeiten, denen und weiteren er schliesslich 1817 durch seinen Rücktritt ein Ende bereitete. Ganz zum Schluss im Revolutionsjahr 1848 bei den Strassenkämpfen in Berlin und 1849 im Feldzug gegen Dänemark taten sich jedoch die verbliebenen Neuenburger Soldaten durch aussergewöhnlichen Kampfgeist und grosse Tapferkeit hervor. Da war das Ende der Schweizer Truppen in preussischen Diensten jedoch bereits eingeläutet. Da das Garde-Schützen-Bataillon 1848 nur noch aus einer Minderheit von Schweizern bestand, wurde es, durch die Macht des Faktischen bedingt, stillschweigend, formlos und ohne offiziellen Beschluss nicht mehr in Neuenburg, sondern ab 1848 in Potsdam rekrutiert. Als leichte Infanterie im Gardekorps dem preussischen Heer zugeteilt, wurde es 1918 nach dem Ersten Weltkrieg endgültig aufgelöst |

1859 war Preussen nach dem sogenannten Neuenburgerhandel gezwungen, de jure auf das Fürstentum Neuenburg zu verzichten, jedoch bis heute nicht auf den zugehörigen Titel.
Preussen blieb jedoch auch nach dem Ende der Neuenburger Periode des Garde-Schützen-Bataillons noch bis zum Ende des Ersten Weltkrieges eine gute Adresse für Schweizer Offiziere, die dort zur Ausbildung oder im Dienstverhältnis weilten und sich teilweise auch niederliessen.